# Campeonato Mundial de Polo de 2004
El VII Campeonato Mundial de Polo se desarrolló en septiembre de 2004 en Chantilly, Francia. El campeón en esta oportunidad fue Brasil, que obtuvo su tercer título mundial, igualando la marca de Argentina quedando ambas selecciones empatadas en el primer lugar de los equipos que han logrados títulos mundiales en polo. Los partidos de este campeonato se disputaron en el Polo Club du Domaine de Chantilly.
En la primera semifinal, Brasil eliminó al conjunto local, Francia, por 9 goles a 3. Brasil pasó a la final, sin embargo el conjunto galo cumplía con su mejor participación en un mundial.
En la segunda semifinal Inglaterra venció a Chile por 7 goles a 6. El conjunto chileno no pudo con los ingleses a pesar de que habían tenido un buen campeonato y una buena eliminatoria, dejando eliminada a Argentina, para muchos el mejor equipo del mundo. El consuelo para Chile sería el tercer lugar derrotando a los locales por 12 goles a 7.
En la final Brasil, que formaba con Luiz Diniz Junqueira, Pedro Henriqoe Ganon, Calao Mello y Renato Diniz Junqueira, derrotó a Inglaterra apretadamente (10-9). Por su parte el subcampeón alineó a Andrw Blake-Thomas, Matt Lodder, Tom Morley y James Harper. 
En la primera ronda quedaron eliminados los conjuntos de Argentina, Australia, México, Pakistán y Estados Unidos.

## Resultados
|  | Semifinales | Semifinales |   |  | Final  | Final |  |
|  |             |             |   |  |        |       |  |
|  |             |             |   |  |        |       |  |
|  | Brasil      | 9           |   |  |        |       |  |
|  | Francia     | 3           |   |  |        |       |  |
|  |             |             |   |  |        |       |  |
|  |             |             |   |  |        |       |  |
|  |             |             |   |  | Brasil | 10    |  |
|  |             | Inglaterra  | 9 |  |        |       |  |
|  |             |             |   |  |        |       |  |
|  |             |             |   |  |        |       |  |
|  |             |             |   |  |        |       |  |
|  |             |             |   |  |        |       |  |
|  | Inglaterra  | 7           |   |  |        |       |  |
|  | Chile       | 6           |   |  |        |       |  |